# Wingles
Wingles là một commune and in the tỉnh Pas-de-Calais, vùng Hauts-de-France của Pháp.

## Địa lý
Wingles tọa lạc 6 dặm (9,7 km) north of Lens, tại giao lộ của các tuyến đường N47, D39 và đường D165.

## Dân số
| 1962                                                         | 1968 | 1975 | 1982 | 1990 | 1999 | 2006 |
| ------------------------------------------------------------ | ---- | ---- | ---- | ---- | ---- | ---- |
| 8560                                                         | 8946 | 8348 | 8472 | 8742 | 8691 | 8273 |
| Số liệu điều tra dân số từ năm 1962: Dân số không tính trùng |      |      |      |      |      |      |

## Địa điểm nổi bật
- Nhà thờ St.Leger, xây lại sau đệ nhất thế chiến.

## Nhân vật
- Émilienne Moreau-Evrard.